# Classico (film, 2022)
Pour les articles homonymes, voir Classico.
Pour plus de détails, voir Fiche technique et Distribution.
Classico est un film français réalisé par Nathanel Guedj et Adrien Piquet-Gauthier et sorti en 2022. Il est diffusé sur Prime Video.

## Synopsis
Le trophée de la Ligue des champions 1993 remportée par l'Olympique de Marseille a disparu. Les supporters de l'OM soupçonnent un coup des supporters du Paris Saint-Germain. L'un d'eux, Sami (interprété par Ahmed Sylla) va donc infiltrer le club des supporters de la capitale pour tenter de le récupérer.

## Fiche technique
Sauf indication contraire, les informations mentionnées dans cette section peuvent être confirmées par les bases de données cinématographiques IMDb et Allociné,  présentes dans la section « Liens externes ».
- Titre original : Classico
- Réalisation : Nathanel Guedj et Adrien Piquet-Gauthier
- Scénario : Nathanaël Guedj, Adrien Piquet-Gauthier et Mathieu Oullion
- Musique : Philippe Jakko
- Décors : Catherine Jarrier-Prieur
- Costumes : Mélanie Gautier
- Photographie : n/a
- Montage : n/a
- Production :
- Sociétés de production : Amazon Studios, Federation Entertainment et Yvette Production
- Distribution : Prime Video
- Budget : n/a
- Pays de production :  France
- Langue originale : français
- Format : couleur
- Genre : comédie, sport
- Date de sortie : 
  - Monde : 28 octobre 2022 (sur Prime Video)

## Distribution
- Ahmed Sylla : Samy
- Alice Belaïdi : Lisa
- Hakim Jemili : Pierre El Magnifico
- Élie Semoun : Ernest
- Oxmo Puccino : Carlito le Chef
- Virgile Bramly : Mario
- Donel Jack'sman : Jean-Luc aka Evian
- Marc Riso : Blaise
- Jean-Baptiste Maunier : Julien
- Jhon Rachid : Felipe Juanito Oliveiro, le styliste argentin
- Karim Aliouane : le vigile du Parc des Princes
- Anne-Laure Gruet : la conductrice de la voiture au Parc
- Élisa Servier : l'automobiliste au feu rouge
- Vianney : le musicien dans le métro
- Guilaine Londez : Thérèse
- Denis Podalydès : le président de l'OM
- Paul Mirabel : Kiki
- Redouane Bougheraba : Jeff (Kevin)
- Karim Bennani : un journaliste
- Bengous: Yohan aka Yo

Personnalités dans leur propre rôle :
- Soprano
- Dimitri Payet
- Pauleta
- Bernard Pardo
- Basile Boli
- Pedro Miguel

## Production
Le tournage se déroule notamment à Marseille en février et mars 2022. Une journée a par ailleurs lieu au Parc des Princes.